# Marian Cozma
Marian Cozma (8. september 1982 – 8. februar 2009) var en rumænsk håndboldspiller, der spillede i klubberne Dinamo Bucureşti (Rumænien) og KC Veszprém (Ungarn) samt på det rumænske landshold. Han var stregspiller og bemærkelsesværdig på grund af sin størrelse, der gjorde ham meget svær at holde for modstandernes forsvar. Som klubspiller var Cozma med til at blive rumænsk mester i 2004 med Dinamo, ungarsk mester i 2006 og 2007 samt vinde Cup Winners' Cup i 2008 med Veszprém.
Han blev dræbt på en bar i Veszprém, da han blev involveret i et bandeopgør mellem kriminelle. I den forbindelse blev han og to andre fra hans hold, der var til stede, stukket ned af flere knivstik, og Cozmas liv stod ikke til at redde. De to øvrige ramte spillere overlevede.